# Kierra Smith
Kierra Smith, född 1 februari 1994, är en kanadensisk simmare. 
Smith tävlade i två grenar för Kanada vid olympiska sommarspelen 2016 i Rio de Janeiro. Hon slutade på 7:e plats på 200 meter bröstsim och blev utslagen i försöksheatet på 100 meter bröstsim.

## Personliga rekord
| Långbana (50 meter) - 100 meter bröstsim – 1.06,54 (Toronto, 4 april 2019) - 200 meter bröstsim – 2.22,23 (Budapest, 28 juli 2017) | Kortbana (25 meter) - 50 meter bröstsim – 30,66 (Lausanne, 21 december 2018) - 100 meter bröstsim – 1.05,45 (Windsor, 9 december 2016) - 200 meter bröstsim – 2.18,30 (Doha, 7 december 2014) |